# KK Partizan
O Partizan Basquetebol Clube (inglês Partizan Basketball Club; sérvio Кошаркашки клуб Партизан, Košarkaški klub Partizan) é um clube profissional de basquetebol, situado na cidade de Belgrado, Sérvia que atualmente joga na Liga Sérvia, Liga dos Campeões e Liga do Adriático. Atualmente é conhecido por Partizan NIS por razões de patrocínio 
O Partizan é considerado o clube de basquete com maior sucesso na Sérvia, durante mais de 60 anos de atividades, o clube conquistou mais de 45 troféus. Somente na Liga Sérvia de Basquetebol o Partizan tem 25 títulos, sendo que os 13 últimos foram conquistados de maneira consecutiva.  O título mais importante do clube com certeza foi a Euroliga em 1992 no Final Four de Istambul.

## Jogadores selecionados noNBA_Draft
| Posição | Jogador            | Ano  | Round     | Pick | Escolhido por                                   |
| ------- | ------------------ | ---- | --------- | ---- | ----------------------------------------------- |
| C       | Vlade_Divac+       | 1989 | 1st round | 26th | Los_Angeles_Lakers                              |
| SG      | Predrag_Danilović  | 1992 | 2nd round | 43rd | Golden State Warriors                           |
| C       | Željko Rebrača     | 1994 | 2nd round | 54th | Seattle SuperSonics                             |
| C       | Predrag Drobnjak   | 1997 | 2nd round | 48th | Washington Bullets                              |
| C       | Nenad Krstić       | 2002 | 1st round | 24th | New Jersey Nets                                 |
| PG      | Miloš Vujanić#     | 2002 | 2nd round | 36th | New York Knicks                                 |
| C       | Kosta Perović      | 2006 | 2nd round | 38th | Golden State Warriors                           |
| C       | Nikola Peković     | 2008 | 2nd round | 31th | Minnesota Timberwolves                          |
| PF      | Jan Veselý         | 2011 | 1st round | 6th  | Washington Wizards                              |
| PF / C  | Joffrey Lauvergne  | 2013 | 2nd round | 55th | Memphis Grizzlies, negociado com Denver Nuggets |
| SG      | Bogdan Bogdanović# | 2014 | 1st round | 27th | Phoenix Suns                                    |
| C       | Nikola Milutinov#  | 2015 | 1st round | 26th | San Antonio Spurs                               |

## Outros jogadores com passagem no Partizan e naNBA
| Player              | Years                |
| ------------------- | -------------------- |
| Žarko Paspalj       | 1989-1990            |
| Aleksandar Đorđević | 1996                 |
| Radoslav_Nesterović | 1999-2010            |
| Ratko_Varda         | 2001-2002            |
| Slavko_Vraneš       | 2004                 |
| Aleksandar Pavlović | 2004-2013            |
| Tarance Kinsey      | 2006-2007‚ 2008-2009 |
| Semih Erden         | 2010-2012            |
| Miroslav Raduljica  | 2013-2014‚ 2015      |

## Premiações
| Honras             | Honras   | Quant. | Anos                                                                   |      |      |
| Liga               | Liga     | Liga   | Liga                                                                   | Liga | Liga |
| ------------------ | -------- | ------ | ---------------------------------------------------------------------- | ---- | ---- |
| Liga Iugoslava     | Campeões | 5      | 1975-76, 1978-79, 1980-81, 1986-87, 1991-92                            |      |      |
| Liga RF Iugoslávia | Campeões | 8      | 1994-95, 1995-96, 1996-97, 2001-02, 2002-03, 2003-04, 2004-05, 2005-06 |      |      |
| Liga Sérvia        | Campeões | 9      | 2007, 2008, 2009, 2010, 2011, 2012, 2013, 2014, 2025                   |      |      |
| Copas              |          |        |                                                                        |      |      |
| Copa da Iugoslávia | Campeões | 3      | 1979, 1989, 1992                                                       |      |      |
| Copa Radivoj Korać | Campeões | 10     | 1994, 1995, 1999, 2000, 2002, 2008, 2009, 2010, 2011, 2012             |      |      |
| Continental        |          |        |                                                                        |      |      |
| Euroliga           | Campeões | 1      | 1991-92                                                                |      |      |
| Copa Korać         | Campeões | 3      | 1978, 1979, 1989                                                       |      |      |
| Regional           |          |        |                                                                        |      |      |
| Liga Adriática     | Campeões | 8      | 2007, 2008, 2009, 2010, 2011, 2013, 2023, 2025                         |      |      |

## Partidas contra equipes da NBA
| 3 Outubro de 2009 | Boxscore | Denver Nuggets | 102–70 | Partizan Belgrade |  | Pepsi Center, Denver |  |

| 6 de Outubro de 2009 | Boxscore | Phoenix Suns | 111–80 | Partizan Belgrade |  | US Airways Center, Phoenix |  |